# 杵築インターチェンジ
杵築インターチェンジ（きつきインターチェンジ）は、大分県杵築市大字南杵築にある大分空港道路のインターチェンジである。有料道路として供用していた時は本線上は本線料金所が設置されていた。杵築市中心部に最も近いICである。

## 歴史
- 1991年11月25日:国道213号日出交点～国道213号安岐交点間開通にともない供用開始
- 2010年12月1日:大分空港道路無料化。

## 接続する道路

### 直接接続
- 大分県道49号大田杵築線

### 間接接続
- 国道213号

## バスストップ
杵築バスストップ
バス事業者の間では、杵築インター（杵築インター）という名称が使われており、一般的にはこの通称で呼ばれている。

### 停車系統および隣接停留所
- 空港特急バスエアライナー号（大分空港方面のみ利用できる）
  - （大分・別府… - 日出 - 杵築インター - 大分空港）

## インターチェンジ周辺
- 杵築市役所

## 隣
E97 大分空港道路
(2) 藤原JCT - 相原PA（下り線のみ） - (3) 杵築IC - (4) 安岐IC